# Joe Felmet
Joseph Andrew Felmet (Asheville, 31 de mayo de 1921-1994) fue un periodista, pacifista y activista por los derechos civiles estadounidense. Trabajó como reportero para The Hartford Times y el Winston-Salem Journal. Participó en el Viaje de la reconciliación en 1947, considerado el precursor de los Viajeros de la libertad.

## Primeros años
Felmet nació el 31 de mayo de 1921 en Asheville, Carolina del Norte. Asistió a la escuela secundaria Lee H. Edwards y entregó periódicos para The Asheville Times. Se graduó de la Universidad de Carolina del Norte en Chapel Hill en 1942 con un título de grado en periodismo.

## Derechos civiles, periodismo y política
Después de graduarse de la universidad, Felmet trabajó como reportero para el Asheville Advocate. En 1942, fue enviado a un campo de objetores de conciencia por no registrarse en el Servicio Selectivo. Fue liberado después de aceptar registrarse en el Servicio Selectivo después de pasar seis meses en el campo, pero en 1943, fue reclutado por el Ejército de los Estados Unidos y se negó a presentarse. Felmet fue condenado a un año y un día de prisión, pero fue puesto en libertad después de seis meses. Después de la guerra, se unió a los Federalistas del Mundo Unido. Se registró en el Partido Socialista de América. En 1946, se convirtió en secretario de la Liga de Defensa de los Trabajadores (siglas en inglés WDL). Fue sentenciado a 15 días de prisión en Fort Lauderdale, Florida, en febrero de 1947 por no registrarse antes de hacer campaña puerta a puerta en los vecindarios afroestadounidenses en la ciudad para la WDL.

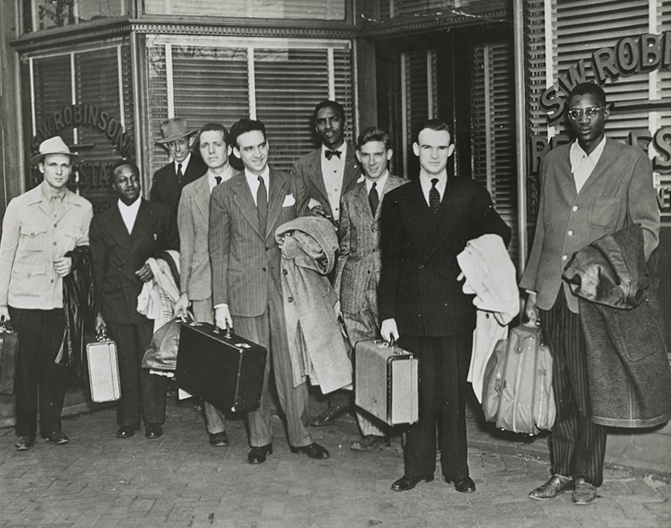
Participantes del Viaje de la reconciliación en 1947.

En abril de 1947, Felmet participó en el Viaje de la reconciliación, el precursor de los Viajeros de la libertad, desafiando la segregación racial. Felmet, Bayard Rustin, Igal Roodenko y Andrew Johnson fueron arrestados en Carolina del Norte por violar las leyes Jim Crow locales con respecto a los asientos separados en el transporte público. Fueron sentenciados a servir en una cadena de presidiarios durante 30 días.
Felmet trabajó como reportero de The Hartford Times en la década de 1950. Regresó a Carolina del Norte en 1955 cuando aceptó un trabajo en el Winston-Salem Journal, donde trabajó en el equipo editorial. Felmet se retiró del periodismo en 1969.
En las elecciones de 1974, Felmet se postuló para la nominación del Partido Demócrata para el 5.º distrito congresional de Carolina del Norte en la Cámara de Representantes de los Estados Unidos, desafiando al titular republicano Wilmer Mizell en una plataforma antiguerra. Perdió las elecciones primarias ante Stephen L. Neal, recibiendo 5141 votos frente a los 28 379 de Neal, y Neal derrotó a Mizell. Felmet se postuló para la nominación del Partido Demócrata al Senado de los Estados Unidos en las elecciones de 1978. Luther H. Hodges Jr., que recibió el 38% de los votos, y John Ingram, que obtuvo el 26% de los votos, avanzaron a una segunda vuelta electoral.
Felmet entregó una petición al presidente Jimmy Carter y al gobernador de Carolina del Norte Jim Hunt en busca de un indulto en nombre de los Diez de Wilmington. Como miembro de la Liga de Resistentes a la Guerra, Felmet solicitó al presidente Ronald Reagan que pusiera fin al servicio militar obligatorio, que el presidente Carter había restablecido durante su administración. Fue arrestado en el campus de la Universidad Estatal de Carolina del Norte por allanamiento cuando se negó a dejar de hacer circular las peticiones. Felmet presentó un escrito ante el tribunal desafiando las restricciones de la universidad sobre la comunicación de personas ajenas a los estudiantes como una violación de sus derechos de la Primera Enmienda. La universidad retiró los cargos y accedió a revisar su política. Felmet se matriculó en la Universidad de Wake Forest para estudiar el idioma ruso y solicitó a la Agencia de Información de los Estados Unidos ediciones de Amerika, la revista en ruso publicada por el Departamento de Estado de los Estados Unidos. Rechazaron su solicitud basándose en la Ley Smith-Mundt, una ley antipropaganda de 1948 que prohibía la distribución nacional de materiales propagandísticos destinados a la distribución en el extranjero.

## Vida personal
En 1952, Felmet se casó con Marianne Ryon de Stonington, Connecticut. Felmet murió en 1994. En lugar de un servicio memorial, pidió a los dolientes que donaran a la Liga de Resistentes a la Guerra, la Fraternidad de Reconciliación o la Iglesia Unitaria de Winston-Salem.